# Реджани, Патриция
Патриция Реджани Мартинелли (в замужестве Патриция Гуччи, итал. Patrizia Reggiani Martinelli, род. 2 декабря 1948, Виньола, Эмилия-Романья) — бывшая жена итальянского бизнесмена Маурицио Гуччи. В 1980-е годы, в период замужества, была богатой светской львицей и имела влияние в мире высокой моды. В 1998 году приговорена к длительному тюремному заключению за организацию убийства своего бывшего супруга. Судебное разбирательство привлекло широкое общественное внимание.

## Ранние годы и брак с Маурицио Гуччи
Патриция Мартинелли родилась в Виньоле, Эмилия-Романья, в северном регионе Италии. Она выросла в бедности и никогда не знала своего биологического отца. Когда Патриции было 12 лет, её мать вышла замуж за богатого предпринимателя Фердинандо Реджани, который позже удочерил Патрицию.
В 1970 году Патриция познакомилась на вечеринке с Маурицио Гуччи, наследником знаменитого модного дома Gucci. Два года спустя пара поженилась и переехала в Нью-Йорк. Отец Гуччи, Родольфо Гуччи, изначально не одобрял брак и считал Патрицию «карьеристкой, у которой на уме только деньги», но подарил своему сыну и невестке роскошный пентхаус в Олимпик-тауэр в Нью-Йорке. Патриция отличалась активностью в нью-йоркских социальных кругах, регулярно появляясь на вечеринках и модных мероприятиях, и подружилась с Джеки Кеннеди Онассис. Она родила двух дочерей: Алессандру в 1976 году и Аллегру в 1981 году.
В 1982 году Патриция и Маурицио вернулись в Милан. В 1985 году Гуччи сказал ей, что отправляется в короткую деловую поездку во Флоренцию; на следующий день он послал друга сказать Патриции, что не вернется. В 1990 году Маурицио начал встречаться с Паолой Франки. В 1992 году у Патриции была диагностирована опухоль головного мозга, которая была удалена без каких-либо осложнений. Только в 1994 году Маурицио официально развелся с Патрицией. В рамках бракоразводного процесса Гуччи согласился выплачивать Патриции ежегодные алименты в размере 1,47 миллиона долларов. По закону ей больше не разрешалось использовать фамилию Гуччи, но она все равно продолжала это делать, говоря: «Я все ещё чувствую себя Гуччи — на самом деле, самой настоящей Гуччи из всех».

## Убийство
27 марта 1995 года Маурицио Гуччи был застрелен киллером на ступеньках своего офиса, когда он пришел на работу. В день, когда он был убит, Патриция написала в своем дневнике одно-единственное слово: «paradeisos», греческое слово, обозначающее «рай». 31 января 1997 года Патриция была арестована и обвинена в найме киллера, убившего Гуччи. Судебный процесс вызвал большой интерес средств массовой информации, пресса называла её «чёрной вдовой». По словам прокуроров, мотивом Патриции была смесь ревности, денег и обиды на своего бывшего мужа. Они утверждали, что она хотела получить контроль над поместьем Гуччи и хотела помешать своему бывшему мужу жениться на Франки. Предстоящий брак сократил бы её алименты вдвое до 860 000 долларов в год, что, по её словам, составляло миску чечевицы. Было установлено, что киллер, владелец пиццерии Бенедетто Серауло, обремененный долгами, был нанят Патрицией через посредника по имени Джузеппина Ауриемма, экстрасенса из высшего общества и близкой подруги Патриции.

## Суд
31 января 1997 года Патриция Реджани была арестована, а в 1998 году она была признана виновной в организации убийства своего мужа Маурицио Гуччи и приговорена к 29 годам тюремного заключения. Судебный процесс вызвал большой резонанс в средствах массовой информации, в которых она получила прозвище «Чёрной вдовы». Её дочери ратовали за отмену приговора, утверждая, что перенесённая опухоль головного мозга повлияла на её личность. В 2000 году апелляционный суд Милана оставил приговор в силе, но сократил срок заключения до 26 лет. В том же году Реджани попыталась покончить с собой, повесившись на шнурке, но её успели спасти.
В октябре 2011 года ей предложили возможность перевода в открытую тюрьму, но она отказалась, сказав: «Я никогда в жизни не работала и уж точно не собираюсь начинать сейчас». Патриция была досрочно освобождена за хорошее поведение в октябре 2016 года после отбытия в заключении 18 лет. В 2017 году она получила ренту в размере 900 000 фунтов стерлингов от недвижимости Гуччи. Это стало возможным благодаря соглашению, подписанному в 1993 году. Суд также вынес решение о возврате ей денег, составлявших сумму ежегодных компенсаций за развод с Гуччи за период её пребывания в тюрьме в размере более 16 миллионов фунтов стерлингов, которые находились под управлением двух её дочерей. Те подали апелляцию на это решение.

## Последующие годы
После освобождения из тюрьмы Патриция проживает в Милане, где её часто видят со своим домашним попугаем на плече.

## В массовой культуре
В 2021 году вышел фильм Ридли Скотта «Дом Gucci», сюжет которого основан на истории брака Реджани и убийства Маурицио. Роль Патриции исполнила Леди Гага.